# ویلی آزاد
ویلی آزاد فیلمی ساخته ۱۹۹۳ و توزیع‌شده توسط استودیو برادران وارنر است به کارگردانی سایمون وینسر و بازیگری جیسون جیمز ریکتر که داستان ارتباط میان یک نهنگ قاتل و پسر نوجوانی را به تصویر می‌کشد.
این فیلم به همراه دو آثار پس از خود با نام ویلی آزاد: فرار ار خلیج دزدان دریایی و سریال تلویزیونی خود موفقیت تجاری بزرگی به دست آورد. مایکل جکسون تم معروف این فیلم با نام آیا آنجا خواهی بود را اجرا کرد. این آهنگ جایزه «بهترین موسیقی فیلم» سال ۱۹۹۴ را در مسابقات جایزه سینمایی ام‌تی‌وی به دست آورد.
دنباله این فیلم ویلی آزاد ۲ است.

## خلاصه داستان
کارکنان یک قایق ماهی‌گیری، نهنگی را صید می‌کنند و به شهر می‌آورند تا در یک پارک تفریحی، وسیلهٔ بازی و تماشای مردم باشد. پسر بچهٔ یتیمی به نام «جسی» (ریچتر) با این نهنگ که نامش را «ویلی» گذاشته‌اند دوست می‌شود…